# Киремитчи, Туна
Туна Киремитчи (тур. Tuna Kiremitçi, 24 февраля 1973, Эскишехир) — турецкий поэт и писатель, одна из наиболее ярких фигур современной национальной словесности.

## Биография
Закончил Галатасарайский лицей, начал публиковать стихи ещё во время учёбы. Учился в университете изящных искусств имени Мимара Синана, изучал кино. Поставил несколько короткометражных фильмов. Выступал также как рок-музыкант с этно-группой Kumdan Kaleler (Замки из песка), записал альбом Denize Dogru (Лицом к морю, 1996).

## Стихи
- Засмотревшиеся на Луну/ Ayabakanlar (1994, премия Яшара Наби Найира)
- Академия/ Akademi (1998, Erguvan Balkan Poetry Award)
- Несколько стихотворений, несколько песен/ Bazı Siirler Bazı Sarkilar (2003)

## Романы
- Git Kendini Cok Sevdirmeden (2002, пер. на боснийский 2009)
- Путь к одиночеству/ Bu Iste Bir Yalnizlik Var (2003)
- Трое на дороге/ Yolda Uc Kisi (2005, фр. пер. 2013)
- Что такое Л. Ю. Б. О. В.Ь?/ A.Ş.K. Neyin Kısaltması? (2005)
- Dualar Kalicidir (2007, англ. пер. 2008, греч. пер. 2010, фр. пер. 2011)
- Küçüğe bir dondurma (2009)
- Selanik’te sonbahar (2011)
- Gönül meselesi (2012)
- Güneş'i kıskandıran kız (2013)

## Эссе
- Hepimiz birilerinin eski sevgilisiyiz (2011)